# Lyngby (stacja kolejowa)
Lyngby – stacja kolejowa w Kongens Lyngby, w Danii. Znajdują się tu 2 perony.